# Аноа (Вијена)
Аноа (фр. Asnois) насеље је и општина у западној Француској у региону Поату-Шарант, у департману Вијена која припада префектури Монморијон.
По подацима из 2011. године у општини је живело 141 становника, а густина насељености је износила 8,67 становника/km². Општина се простире на површини од 16,26 km². Налази се на средњој надморској висини од 160 метара (максималној 182 m, а минималној 120 m).

## Демографија
| 1962. | 1968. | 1975. | 1982. | 1990. | 1999. | 2011. |
| ----- | ----- | ----- | ----- | ----- | ----- | ----- |
| 288   | 313   | 229   | 214   | 183   | 151   | 141   |

График промене броја становника у току последњих година